# Macrancylus linearis
Macrancylus linearis је инсект из реда тврдокрилаца (Coleoptera) и породице рилаши, сурлаши или пипе (Curculionidae). 

## Станиште
Врста Macrancylus linearis је има станиште на копну.

## Угроженост
Ова врста је на Црвеној листи IUCN дуго грешком навођена као изумрла.